# 張全昌
张全昌，明朝将领，陕西榆林人，張臣之孙，張承廕之子，张应昌的弟弟。
张全昌以恩荫入官，历任灵州参将、总兵官、宣府镇守。清兵攻克万全右卫，他所管辖的城堡多失守。被弹劾戍边。被吴甡保举，又被任用为援剿总兵官，在追击李自成时，战败被俘。后来逃脱，被朝廷贬戍边卫。